# Pałac Karola Gebhardta
Der Pałac Karola Gebhardta ist ein Palast in der Pomorska-Straße 18 in Łódź, Polen und einer der ältesten erhaltenen Paläste in der Stadt. Heute dient das Gebäude als Zentrum der jüdischen Gemeinde in Łódź und beherbergt auch eine Synagoge, ein Hotel und mehrere Büros. Das Haus steht unter Denkmalschutz.

## Geschichte

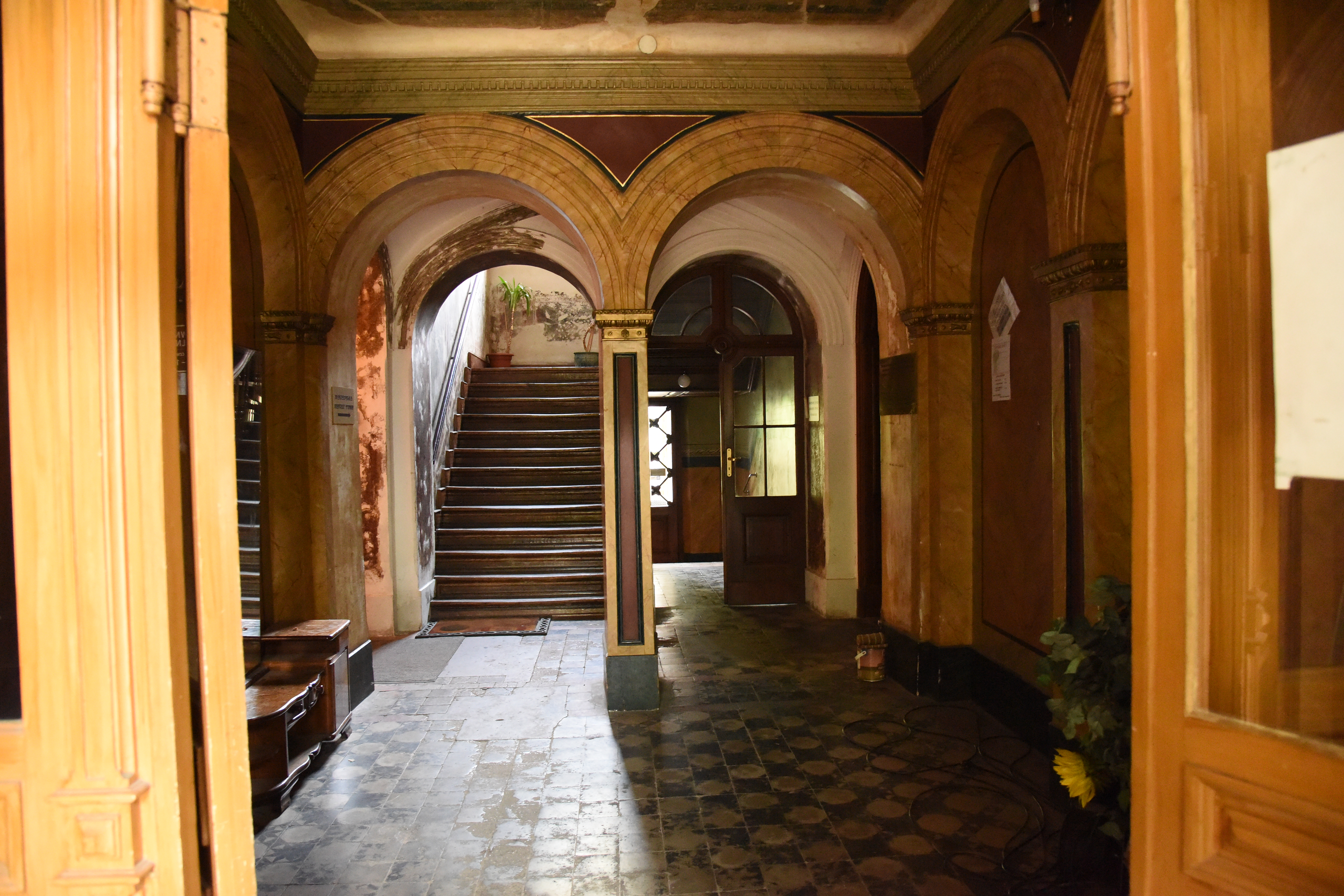
Innenansicht

Im Jahr 1856 erwarb der Breslauer Geschäftsmann Karl Gebhardt das Grundstück in der Średnia-Straße, jetzt Pomorska-Straße. In den folgenden vier Jahren baute er einen Palast mit zwei seitlichen Außengebäuden, einer Druckerei und Stallgebäuden. 1861 verkaufte Gebhardt seinen Besitz an Vodislav Kochanovsky. Später wurde das Anwesen von der zaristischen Armee übernommen, die während des Januaraufstands an diesem Ort stationiert war.
1866 wurde das Anwesen versteigert und kam in den Besitz des jüdischen Händlers Israel Ginsberg aus Warschau, der es fünf Jahre später an die Handelsbank (polnisch: Handlowy Bank) verkaufte. Der Palast wurde im Stil der Neorenaissance umgebaut und es entstanden eine Wechselstube für Kunden im Erdgeschoss sowie Büros und ein Verwaltungsraum im ersten Stock. Die Bank blieb, bis sie im Jahr 1913 umzog. 1918 wurde der Palast von dem Ehepaar Adela und Herman Greinshpan gekauft und nach Herman Greinshpans Tod im Jahr 1932 versteigert.
Nachdem sich mehrere Jahre kein Käufer gefunden hatte, erwarb die jüdischen Gemeinde in Lodz das Anwesen im Jahr 1936 und der Palast wurde zum Sitz des Rabbinats und des Vorstands der jüdischen Gemeinde.
Während des Zweiten Weltkriegs kam es zur Beschlagnahmung durch die Deutschen. Nach der Befreiung der Stadt durch die sowjetische Armee und der Gründung der Volksrepublik Polen wurde das Gebäude von der Universität Łódź genutzt, die dort die Fakultät für Chemie und Physik einrichtete.
1997 wurde der Palast an die jüdische Gemeinde übergeben. Er wird für jüdische Einrichtungen und Stiftungen genutzt und beherbergt außerdem u. a. ein Hotel und weitere Büros.